# Tartarocreagris infernalis
Tartarocreagris infernalis es una especie de arácnido del orden Pseudoscorpionida de la familia Neobisiidae.

## Distribución geográfica
Se encuentra en Texas (Estados Unidos).